# Qué puedo hacer
«Qué puedo hacer» es el segundo sencillo de Los Planetas extraído de su álbum Super 8.
En esta canción se hace referencia al bar El Amador situado en la zona universitaria de Granada. El bar cambió de propietarios y ahora se hace llamar Taberna Los Vélez.

## Lista de canciones
1. Qué puedo hacer 03:06
2. Espiral (demo) 03:50
3. Rey Sombra (mix 2) 04:28

## Origen deQué puedo hacer
El cantante y líder del grupo, J, comenta que con Super 8 ya grabado "habíamos hablado con Luis Calvo para sacarlo en Elefant, que nos había editado nuestro primer EP, Medusa, pero tras quedar segundos en el concurso de maquetas de Rockdelux, llegó Javier Liñán –que luego sería mánager del grupo– y nos dijo: "Yo estoy en RCA, esperad un poco, que os lo quiero sacar". En el tiempo que estuvimos esperando nos cambió la perspectiva, porque vimos que podíamos acceder a otro tipo de público masivo, el de las radios comerciales, así que decidimos que teníamos que hacer una canción que en ese medio causase un impacto. Yo pensaba en algo así como Chica de ayer, de Nacha Pop. Esa era una referencia superclara (...) Hay muchas cosas mezcladas. También está basada en una canción de The Lemonheads, que era otro grupo que nos gustaba y que sonaba mucho en la radio comercial entonces. Teníamos esa intención: ‘Estamos en una multinacional y vamos a entrar en ese circuito al que jamás pensamos que íbamos a tener acceso’”, evoca

## Reedición
En 2005 se incluyó, en formato CD, en la caja Singles 1993-2004. Todas sus caras A / Todas sus caras B (RCA - BMG). El cofre se reeditó, tanto en CD como en vinilo de 10 pulgadas, por Octubre / Sony en 2015.

## Videoclip
El vídeo promocional de la canción fue dirigido por Jorge Ortiz de Landázuri, Pite Piñas, David López y Amparo Utrilla para Video Inferno.
Está disponible en el VHS Los Planetas. Videografía (viacarla.com, 2000), como contenido extraordinario de Encuentro con entidades DVD (RCA - BMG 2002) y en el DVD Principios básicos de Astronomía (Octubre - Sony Music Entertainment 2009).

## Versiones deQué puedo hacer
- Sr. Chinarro versionó Qué puedo hacer en el sencillo compartido con Los Planetas Su mapamundi, gracias / Qué puedo hacer (Acuarela Discos, 1997), versión disponible también en el recopilatorio de rarezas de Sr. Chinarro Despídete del lago. Las rarezas de Antonio Luque 1993-2001 (Acuarela Discos, 2001).
- Pignoise, Gonzalo Ramos y Angy Fernández graban Qué puedo hacer en el disco benéfico Voces X1Fin: Juntos por Mali (Sony Music Entertainment, 2010).[3]
- Viva Retrato graban Qué puedo hacer para el recopilatorio Benicàssim.pop Vol. 3 “Fiber Moments” (Benicàssim.pop, 2016).[4]
- Klaus & Kinski entregan su versión de Qué puedo hacer en el disco homenaje De viaje por Los Planetas (Ondas del Espacio, 2014).
- Es grabada por los actores Daniel Ibáñez y Cristalino, que interpretan a Los Planetas en la película Segundo premio (2024), película que refleja el proceso de grabación del tercer disco del grupo Una semana en el motor de un autobús.
- balarrasa la revisa en el disco homenaje Super Acho. Un homenaje estremeñu a Los Planetas (Estudio Marmota, 2024).
- Depresión Sonora graban la canción para Super H (homenaje al Super 8) (2025).

## Versiones deEspiral
- Los Bonsáis graban Espiral para el disco homenaje De viaje por Los Planetas (Ondas del Espacio, 2014).

## Versiones deRey Sombra
- Estela, con miembros Pájaro Jack y Aurora, graban Rey Sombra para el disco homenaje De viaje por Los Planetas (Ondas del Espacio, 2014).
- Burgim la revisa en el disco homenaje Super Acho. Un homenaje estremeñu a Los Planetas (Estudio Marmota, 2024).
- Marcelo Criminal graba la canción para Super H (homenaje al Super 8) (2025).